# Stanisław Kontkiewicz (inżynier geolog)

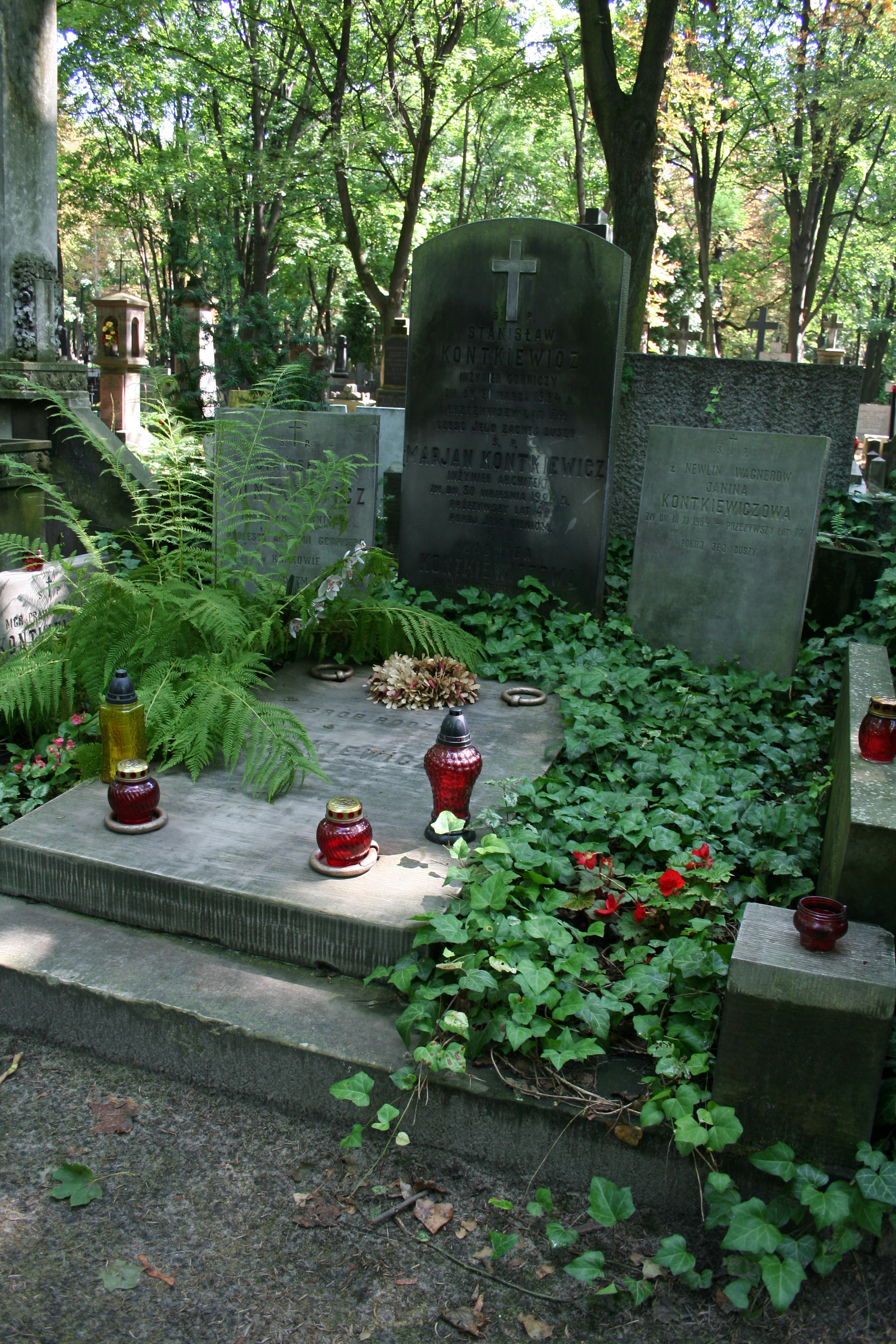
Grób Stanisława Kontkiewicza ojca oraz jego synów Stanisława i Mariana na warszawskim cmentarzu Powązkowskim

Stanisław Kontkiewicz (ur. 6 maja 1849 w Warszawie, zm. 21 marca 1924 tamże) – polski inżynier górniczy i geolog.

## Życiorys
Dzieciństwo spędził z rodzicami w Radzyminie, Radomiu i Rawie, gdzie jego ojciec Józef obejmował kolejno stanowiska inspektora seminarium nauczycielskiego, dyrektora gimnazjum żeńskiego, a następnie 5 klasowego progimnazjum. Klasy szóstą i siódmą ukończył w Gimnazjum IV w Warszawie.
W 1866 rozpoczął studia na Wydziale Matematyczno-Fizycznym Szkoły Głównej w Warszawie. W 1868 przeniósł się na Wydział Inżynierii Politechniki Ryskiej, który ukończył z odznaczeniem w 1871. W tym też roku podjął pracę przy budowie kolei w okolicach Rygi. Następnie przeniósł się do Homla, gdzie pracował przy budowie Kolei Libawsko-Romieńskiej. W 1873 wstąpił do Instytutu Górniczego w Petersburgu, który ukończył po trzech latach.
W 1876 objął stanowisko geologa w Departamencie Górniczym w Petersburgu, na którym pracował przez 5 lat. Badania geologiczne w tym charakterze rozpoczął na Uralu, wzdłuż projektowanej uralskiej linii kolejowej, zwłaszcza między Biserą a Jekaterynburgiem. Poza podstawową geologią, a także geologią inżynierską, badał wystąpienia tam rud niklu, manganu, miedzi, żelaza i złota.
Następnie badał okolice jeziora Onega, gdzie w guberni ołonieckiej poszukiwał złóż antracytu. Opracował mapę geologiczną badanych rejonów; obliczył też zasoby i właściwości technologiczne antracytów. Odkrył nowy minerał węglowy: szungit.
W latach 1878–1879 prowadził badania geologiczne na Ukrainie, sporządził pierwszą szczegółową mapę geologiczną tego obszaru. W okolicy Berdiańska odkrył złoża rudy żelaznej koło góry Korsak Mogiła.
Rozpoczął też wówczas badania złóż rud żelaza na Ukrainie, w okolicach Krzywego Rogu, nad Ingulcem. Jego praca Opis geologiczny okolic Krzywego Rogu z 1880 dostarczyła pierwszych wiarygodnych danych o złożach krzyworoskich i posłużyła za podstawę do dalszych badań w tym terenie.
W 1880 został skierowany do guberni kieleckiej dla poszukiwania złóż soli w jej południowej części. Badania zakończył negatywną oceną perspektyw solonośności tego terenu.
W 1881 francuskie Towarzystwo Akcyjne Krzyworoskich Rud Żelaza uzyskało koncesję na eksploatację tam złoża rud żelaza i w 1882 zatrudniło Stanisława Kontkiewicza na stanowisku dyrektora kopalni. Na polecenie Towarzystwa przez 5 miesięcy zapoznawał się z kopalniami rud żelaza w Mokta-el-Hadid i Bani Saf w Algierii Francuskiej.
W 1886 wrócił do kraju do Dąbrowy Górniczej, gdzie objął stanowisko dyrektora kopalni Flora. Był także od 1896 prezesem założonej przez siebie Sekcji Górniczo-Hutniczej Towarzystwa Popierania Rosyjskiego Przemysłu i Handlu w Dąbrowie Górniczej. W tamtejszej Szkole Górniczej Sztygarce, przy organizacji której brał udział, wykładał geologię i mineralogię, propagując polską terminologię mineralogiczną. Kontynuował też badania geologiczne Gór Świętokrzyskich, w tym z polecenia Departamentu Górniczego w Petersburgu występowanie rud miedzi i ołowiu. Z ramienia Petersburskiego Towarzystwa Mineralogicznego badał także geologię Wyżyny Krakowskiej i Górnego Śląska, m.in. z zamiarem wykonania mapy geologicznej Dąbrowskiego Zagłębia Węglowego.
W 1905 przeniósł się do Warszawy. Tam współpracował z Pracownią Geologiczną Muzeum Przemysłu i Rolnictwa, której był ostatnim kierownikiem. Był też dożywotnim wiceprezesem Zarządu Towarzystwa Kopalni Węgla „Flora”. W latach 1905–1918 był członkiem Towarzystwa Kursów Naukowych, od 26 VI 1907 do 30 XII 1917 także członkiem Zarządu TKN. Wykładał także geologię w ramach Kursów Politechnicznych (1906-1907)  na Wydziale Technicznym TKN.
Od 1915 był przewodniczącym komisji dla opracowania programu mającej powstać w Krakowie Akademii Górniczej, a od 1918 członkiem Komitetu Organizacyjnego tej uczelni. W 1918 był również członkiem Sekcji Górniczo-Hutniczej Ministerstwa Przemysłu i Handlu, przemianowanej później na Radę Górniczą. Brał udział w pracach wspomnianej Sekcji nad powołaniem Polskiego Instytutu Geologicznego. Powołany w 1919 Instytut otrzymał m.in. zbiory geologiczne, bibliotekę i meble Pracowni Geologicznej Muzeum Przemysłu i Rolnictwa. W 1920 został członkiem honorowym Państwowego Instytutu Geologicznego.
W latach 1887–1919 opublikował około 50 prac z zakresu geologii w rosyjskich i polskich czasopismach naukowych.
Polska Akademia Umiejętności wybrała go na swego członka. Członkostwo ofiarowały mu również Wiedeński Instytut Geologiczny, Towarzystwo Mineralogiczne w Petersburgu oraz Towarzystwo Przyrodnicze w Moskwie.

### Życie prywatne
Był ojcem dwóch synów: Stanisława i Mariana, architekta.
Spoczywa w grobowcu rodzinnym na cmentarzu Powązkowskim w Warszawie (kw. 194–II–17/18).

## Upamiętnienie
Stanisław Kontkiewicz jest patronem jednej z ulic w Krzywym Rogu na Ukrainie. Od 2017 jest również patronem ulicy w Dąbrowie Górniczej.

## Publikacje (wybór)
- Badania geologiczne w pasmie formacyi jura między Częstochową a Krakowem, 1890
- Krótki podręcznik mineralogii, 1907